# スノウブレイク : 禁域降臨
『スノウブレイク：禁域降臨』（英語:Snowbreak: Containment Zone、中国語:尘白禁区）とは中華人民共和国のゲーム会社・西山居世游開発によるゲームソフト。ジャンルはシューティングRPG。2023年7月20日にMicrosoft Windows、iOS、Androidのプラットフォームでリリースされた。

## 概要
本作の戦闘内容は3DサードパーソンシューティングRPGを採用しており ，戦闘パートでは、プレイヤーは最大 3 人のキャラクターを選択して戦うことができる。各キャラクターは 1 種類の銃器のみを得物とし、異なるスキルを持っている。キャラクターと銃器は主にルートボックスで入手できる。戦闘ステージはすべてプレイヤー対環境型で各ラウンドでアップグレードおよび強化されたキャラクターと銃器素材を入手できる、レベルはインターネットを通じてクリアできる。ステルス性とローグライクなゲームプレイも追加された。
またこのゲームには育成シミュレーション要素もあり、プレイヤーはユグドラシル社の基地でチームメンバーと交流したり、チームメンバーの寮の家具を購入したり、キャラクターの好感度を向上させることができる。バージョン 1.5 以降、プレイヤーは一部のキャラクターと親密に対話できるようになり、ゲームの 1 周年記念バージョンでは、プレイヤーは初期のキャラクターであるリフとファニーとの結婚を選択できるようになった。バージョン1.8では、ゲーム起動時に限定キャラクターのカードプールを確実に入手できるようになり、無課金プレイヤーや微課金プレイヤーが限定キャラクターを入手する敷居が低くなった。

## あらすじ
2057年、世界は謎の災難「タイタン降臨」に見舞われた。都市は「エリアゼロ」に区画され、汚染地帯には終日、雪に似た“キオーン”が降り続けた。一年後、三年間の昏睡から目覚めたプレイヤーはユグドラシル社の分析員として対タイタン武装部隊「ヘイムダル部隊」を率いてエリアゼロに戻り、真相を追求する。

## 開発
このゲーム作品は西山居の子会社である狸花猫工作室によって開発され、Unreal Engine 4を使用して制作された。同スタジオは過去に『ガール・カフェ・ガン』の開発を担当していた。

## 反応
ベータ版開始前、公式サイトでの予約数は200万件を超え、TapTapスコアは9.5(10点満点)であった。